# Conseil pour l'économie
Le conseil pour l'économie est un organisme de la Curie romaine créé en 2014 et chargé de veiller sur la gestion économique et financière du Saint-Siège et de l'État de la Cité du Vatican.

## Historique et mission
Le conseil est créé le 24 février 2014 par les trois premiers articles du motu proprio Fidelis dispensator et prudens du pape François.
Le motu proprio assigne au conseil, la tâche « de surveiller la gestion économique et de veiller sur les structures et sur les activités administratives et financières des Dicastères de la Curie romaine, des institutions liées au Saint Siège, et de l'État de la Cité du Vatican » et indique qu'il est composé de quinze membres dont huit cardinaux et évêques et sept experts laïcs de diverses nationalités et qu'il est présidé par un cardinal coordinateur. Le même texte précise que les statuts du conseil doivent être préparés par le premier préfet du secrétariat pour l'économie, le cardinal Pell.
La première composition du conseil est annoncée le 8 mars 2014. À cette occasion, il est précisé que « le conseil est un organisme qui aura sa propre autorité et ne sera pas un simple organe consultatif pour le Secrétariat ». Cette annonce est complétée le  22 mars 2014, par la nomination d'un prélat secrétaire, en précisant que la fonction de celui-ci est d'assister le cardinal coordinateur dans l'exercice de ses fonctions à la tête du conseil.
Les statuts du Conseil pour l'économie sont publiés avec ceux du Secrétariat pour l'économie et du service du Réviseur général le 3 mars 2015. Ces statuts ont été approuvés sous la forme d'un motu proprio par le pape le 22 février et sont exécutoires à compter du 1er mars,.
Le 6 août 2020, 13 nouveaux membres sur les 15 sont désignés, dont 6 femmes nommées aux postes d'experts laïcs par le pape François. Seuls les cardinaux Rheinhard Marx, précédent coordinateur, et Wilfrid Fox Napier conservent leur fonction,.

## Composition

### Depuis le 6 août 2020[8],[7]
Membres nommés par le pape François ad quinquennium le 6 août 2020.

#### Cardinaux et évêques
- Cardinal Reinhard Marx, archevêque de Munich, Allemagne, coordinateur
- Cardinal Péter Erdő, archevêque d'Esztergom-Budapest, Hongrie
- Cardinal Odilo Pedro Scherer, archevêque de São Paulo, Brésil
- Cardinal Wilfrid Fox Napier, archevêque de Durban
- Cardinal Gérald Cyprien Lacroix, archevêque de Québec, Canada
- Cardinal Joseph William Tobin, archevêque de Newark, États-Unis
- Cardinal Anders Arborelius, évêque de Stockholm, Suède
- Cardinal Giuseppe Petrocchi, archevêque émérite de L'Aquila, Italie
- Cardinal Louis Raphaël Sako, patriarche de Babylone des chaldéens, Irak (nommé le 4 janvier 2022[9].

#### Experts laïcs
- Charlotte Kreuter-Kirchhof (Allemagne), professeur de droit public national et international à l'université Heinrich-Heine de Düsseldorf, vice-coordinateur
- Marija Kolak (Allemagne), présidente des Bundesverband der Deutschen Volksbanken und Raiffeisenbanken
- Maria Concepcion Osacar Garaicoechea (Espagne), associée fondatrice du groupe Azora et présidente du conseil d'administration d'Azora Capital et d'Azora Gestion, SGIIC
- Eva Castillo Sanz (Espagne), au conseil d'administration de Bankia S.A, au conseil d'administration de Zardoya Otis S.A, et au conseil d'administration de la Fundación Comillas-ICAI et de la Fundación Entreculturas
- Ruth Mary Kelly (Royaume Uni), secrétaire d'État à l'Éducation britannique de 2004 à 2008
- Leslie Jane Ferrar (Royaume Uni), trésorière de Charles, prince de Galles, de janvier 2015 à juillet 2017
- Alberto Minali (Italie), diplômé en économie politique à l'université Bocconi avec une spécialisation à l'université de Yale et à l'université Brandeis de Boston

#### Prélat secrétaire
- Brian Ferme (depuis le 22 mars 2014)[4]

### Anciens membres
- Jean-Baptiste de Franssu, nommé parmi les experts laïcs le 8 mars 2014, quitte le conseil le 5 septembre suivant après avoir été nommé à la tête de l'IOR[10].